# Менграй Великий
Менграй Великий (Манграй, тай. พ่อขุน เม็ง ราย มหาราช, 1239-1317) — легендарний правитель в історії Таїланду, засновник держави Ланна.
Народився в 1239 у сім'ї місцевого правителя на території сучасного ампхе Чіангсен (провінція Чіанграй). 
У 1261 став правителем Нген'янгу. Незабаром заснував місто Чіанграй. За легендою, це сталося в 1262 на березі річки Кок на тому місці, де Менграй знайшов слона-втікача .
У 1282 завоював Харіпунчай, а в 1287 уклав союз з правителями Сукхотаю та Пхаяу для захисту від монголів. 
У 1292, перемігши монів, приєднав нові землі.
У 1296 (за іншою версією - в 1291)  він заснував місто Чіангмай, з якого і почалася історія держави Ланна, якою правила династія Менграя до 1558, а номінально — до 1578 .
У 1317, згідно з переказами, загинув від удару блискавки, коли був на міському ринку. Йому спадкував син Чайсонгхрам.